# Csangnung (Indzso)
A Csangnung (Jangneung) (hangul: 장릉, handzsa: 長陵) Kjonggi (Gyeonggi) tartomány Phadzsu (Paju) városában található Csoszon (Joseon)-kori koreai királysír, melybe Indzso (Injo) királyt és Injol (인열, Inyeol) királynét temették.

## Jellemzői
A sírt eredetileg 1635-ben építették a phadzsu (paju)i Uncshon-riben (운천리, Uncheon-riben), azonban egy tűz következtében menekülő skorpiók és kígyók a sírt körülvevő szobrokban telepedtek meg, így szükségessé vált a sír áthelyezése. 1731-ben Kalhjon-ri (Galhyeon-ri)be vitték át. A 17. századra jellemző módon a sírt bazsarózsák és lótuszvirágok díszítik.
| Sír neve                    | Elhunytak neve                                     | Év   |
| --------------------------- | -------------------------------------------------- | ---- |
| Csangnung (장릉, Jangneung) | Indzso (Injo) király Injol (인열, Inyeol) királyné | 1731 |